# جولیانو اسپاداسیو
جولیانو اسپاداسیو (به پرتغالی: Juliano Gonçalves Spadacio) هافبک اهل برزیل است که در شهر دراسینا و در تاریخ ۱۶ نوامبر ۱۹۸۰ به دنیا آمده‌است.
جولیانو اسپاداسیو در تیم‌های فوتبال Esporte Clube XV de Novembro سابقهٔ حضور دارد.